# Lobo-andino
O lobo-andino (Dasycyon hagenbecki) é um suposto canino sul-americano sugerido habitar a localidade da Cordilheira dos Andes, tendo como base e evidência única uma pele melanística de um espécime canino de classificação incerta obtido. Vários testes genéticos se seguiram, os quais não foram capazes de concluir a espécie pertencente. E portanto, atualmente não é considerado um animal válido.

## História
m 1927, Lorenz Hagenbeck comprou uma das três peles de um negociante em Buenos Aires que alegou que elas tinham vindo de um canídeo selvagem que habitava os Andes. A pele acabou em Munique, onde o mamologista alemão Ingo Krumbiegel a examinou em 1940. Krumbiegel publicou dois artigos descrevendo o animal e dando-lhe o nome científico de ''Dasycyon hagenbecki''. O zoólogo americano Howard J. Stains apoiou o novo gênero Dasycyon de Krumbeigel. Outros especialistas na área suporam tratar-se de um cão doméstico.
Em 1954, Fritz Dieterlen publicou resultados comparando amostras de pêlos retirados da pele de Munique com pêlos de vários canídeos. Ele descobriu que havia semelhanças significativas entre o pêlo de Munique e o pêlo do pastor-alemão.

### Crânio
No ano de 1935, Krumbiegel teria estudado um crânio supostamente semelhante ao de um lobo-guará (Chrysocyon brachyurus), mas maior e supostamente obtido fora da área de distribuição do lobo-guará. Isso lhe deu toda a confiança em sua descrição da pele de Munique como um novo gênero. O paradeiro do crânio, no entanto, é desconhecido.

## Status atual
Em 2000, foi tentada pela primeira vez a análise do DNA da pele, mas descobriu-se que as amostras estavam contaminadas com DNA humano, de cão, porco e lobo. De tal forma, o lobo-andino segue uma controvérsia científica.